# Castillejo de Mesleón (kommunhuvudort)
Castillejo de Mesleón är en kommunhuvudort i Spanien.   Den ligger i provinsen Provincia de Segovia och regionen Kastilien och Leon, i den centrala delen av landet, 100 km norr om huvudstaden Madrid. Castillejo de Mesleón ligger 1 010 meter över havet och antalet invånare är 153.
Terrängen runt Castillejo de Mesleón är lite kuperad.Runt Castillejo de Mesleón är det mycket glesbefolkat, med 5 invånare per kvadratkilometer. Närmaste större samhälle är Riaza, 10,3 km öster om Castillejo de Mesleón. 